# Bystrzyk Axelroda
Bystrzyk Axelroda, bystrzyk czarny, neon czarny (Hyphessobrycon herbertaxelrodi) – gatunek słodkowodnej ryby z rodziny kąsaczowatych (Characidae).

## Występowanie
Ameryka Południowa – Amazonka i jej dopływy.

## Charakterystyka
Korpus ryby zabarwiony jest na kolor szarozielonkawy. Przez środek boków ciała przebiega ciemny pas obrzeżony od góry żółtawobiałą, błyszczącą linią.
Dymorfizm płciowy – samice są pełniejsze, samiec smuklejszy, ma niebiesko-białe końce płetw. Dorasta do 3,5–4 cm.

## Warunki w akwarium
| Zalecane warunki w akwarium | Zalecane warunki w akwarium   |
| --------------------------- | ----------------------------- |
| Zbiornik                    | średniej wielkości, min. 60 l |
| Temperatura wody            | 23–27 °C                      |
| Twardość wody               | do 15°n                       |
| Skala pH                    | lekko kwaśna, 6,3–7           |

## Wskazówki hodowlane
Neon czarny jest rybą stadną. Polecany do akwarium jednogatunkowego lub z innymi spokojnymi rybami. Stado ryb od 8 sztuk w zbiorniku, który powinien być gęsto obsadzony roślinami. Zalecane jest stosowanie ciemnego podłoża.